# Luca Plogmann
Luca Bastian Plogmann (Brema, 10 marzo 2000) è un calciatore tedesco, portiere del Go Ahead Eagles.

## Carriera

### Club
Cresciuto nelle giovanili dei Werderaner, ha ottime statistiche nell'Under-17 (43 partite e 34 reti subite) e nell'Under-19 (29 partite con 25 reti subite); così, dalla stagione 2018-2019, viene aggregato sia alla seconda che alla prima squadra, tanto da giocare il secondo incontro di Bundesliga del club. Nella stagione 2019-2020 non disputa alcuna partita con i biancoverdi, tuttavia è il portiere titolare della squadra riserve.
Il 26 agosto 2020 viene trovato l'accordo per il prestito breve tra Werder Brema e Meppen, club di 3. Liga. Gioca 8 partite e subisce 14 reti col Meppen. Il 3 febbraio fa ritorno alla squadra dov'era cresciuto, disputando 9 partite (7 reti subiti) con la seconda squadra ma nessuno con la prima. Il 1º luglio 2022 termina il suo contratto con il club, e rimanendo svincolato.

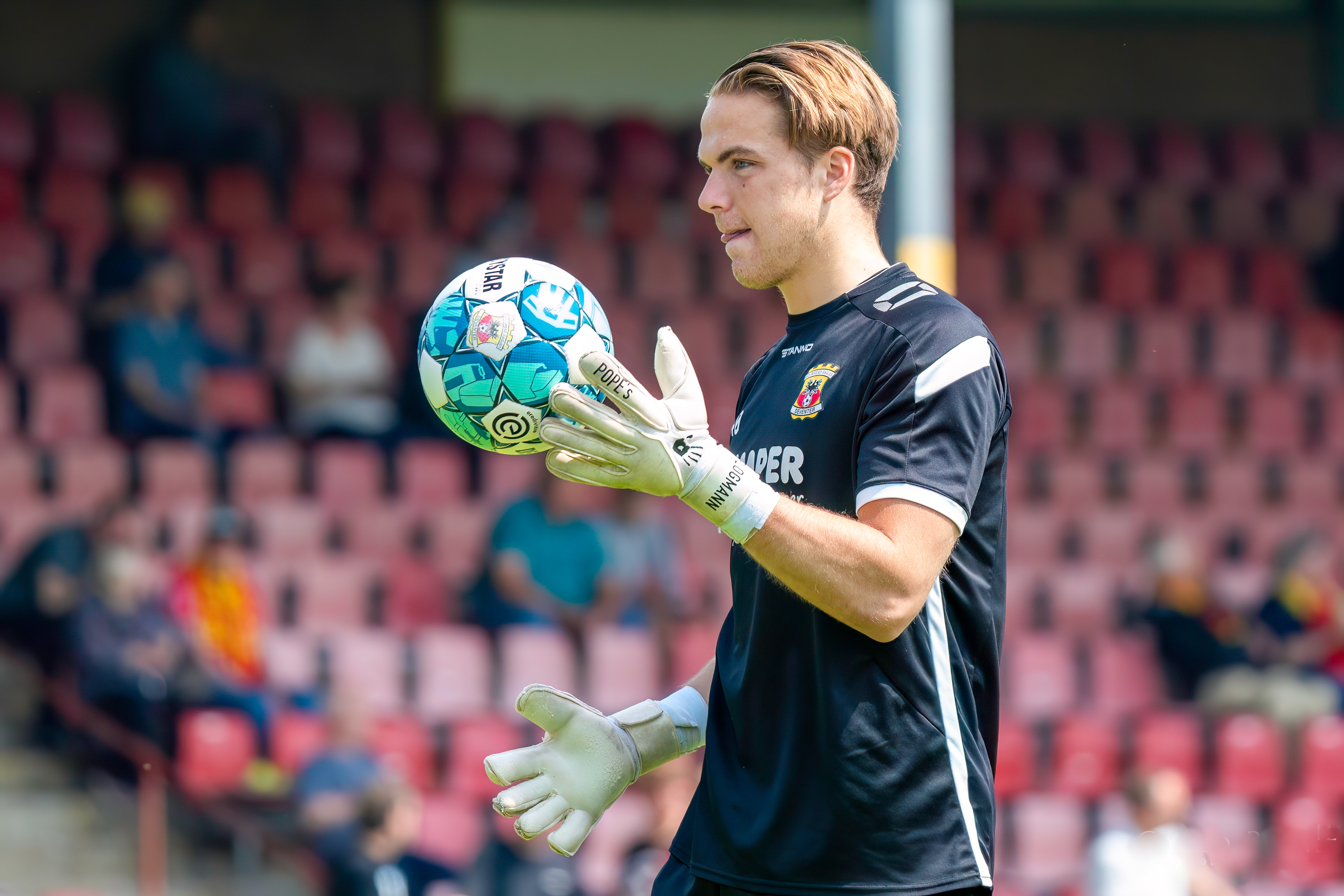
Plogmann il 21 maggio 2023 nel riscaldamento della partita tra Go Ahead Eagles e.

Il 16 ottobre 2022 firma un contratto di un anno con il Go Ahead Eagles, con opzione di rinnovo. Durante la stagione è sempre in panchina, sia in Eredivisie che in KNVB beker, ma non disputa nessuna partita.

## Palmarès

### Club

#### Competizioni nazionali
- Coppa dei Paesi Bassi: 1

Go Ahead Eagles: 2024-2025